# Least Among Saints
Least Among Saints è un film del 2012 diretto da Martin Papazian.

## Trama
Anthony è un ex marine appena tornato nella sua casa in Arizona dopo essere stato all'estero. Soffre di disturbo da stress post-traumatico e si sveglia frequentemente nel cuore della notte con gli incubi. La sua ex moglie Jenny ha presentato un'ordinanza restrittiva contro di lui e ha avuto a che fare con la legge. L'uomo fa amicizia con la sua vicina Cheryl, che difende dal suo ragazzo. Il figlio di Cheryl, Wade, ammira Anthony e i due diventano amici.
Una notte, mentre Anthony sta per tentare il suicidio, arriva Wade chiedendogli di aiutare sua madre in overdose di eroina. Anthony li porta all'University Medical Center per cercare di aiutarla, ma Cheryl muore. Un'operatrice dei servizi sociali di nome Jolene accetta di lasciare che Anthony si prenda cura di Wade mentre gli verrà trovata una famiglia affidataria. Anthony incoraggia il ragazzo a picchiare un bullo e trattiene un insegnante che cerca di intervenire, il che porta l'agente di polizia George a trovarli dopo che sono andati in missione per trovare il vero padre di Wade.
Wade uccide accidentalmente il cane di Anthony e l'uomo viene arrestato con numerose accuse. Wade finisce in affidamento ed Anthony accetta le richieste di Jolene di prendersi cura di se stesso e lei poi gli permette di trascorrere del tempo con Wade.

## Produzione
Il film è stato girato con un budget di 1,5 milioni di dollari.

## Distribuzione
Il film è stato distribuito nei cinema americani dalla Brainstorm Media il 12 ottobre 2012.
Il film è stato distribuito in DVD negli Stati Uniti dalla Vertical Entertainment il 2 luglio 2013.

## Accoglienza

### Botteghino
Il film ha incassato in totale al botteghino 28.026 dollari.

### Critica
Su Rotten Tomatoes il film ha un punteggio del 36% basato su 11 recensioni. Su Metacritic il film ha un punteggio di 32 su 100 basato su recensioni di 7 critici, indicando recensioni "generalmente sfavorevoli".
Anthony Barker di Daily Variety: "Papazian si registra al meglio come attore, interpretando realisticamente il suo protagonista  ex-Marine tormentato da stress post traumatico, Anthony... La recitazione è solida anche se insignificante in tutto, con San Giacomo il più acuto del gruppo di supporto."
Simon Abrams di The Village Voice: "Non c'è quantità di disagio emotivo che il rimuginare macho non possa risolvere in Least Among Saints, un dramma monotono incentrato sulla ricerca di una redenzione preconfezionata da parte di un soldato affetto da PTSD della Seconda Guerra del Golfo. La posta in gioco emotiva del lungometraggio d'esordio dello scrittore/regista Martin Papazian è quasi esclusivamente definito da cliché"
Chuck Bowen di Slant Magazine: "Tonally, Least Among Saints ricorda i film d'azione a basso costo pubblicati sotto la bandiera della WWE... Il film è semplicemente, in particolare per il suo soggetto delicato, imperdonabilmente assurdo... ma come storia destinato a svolgersi su una qualche versione razionale del pianeta Terra, è assolutamente senza speranza."